# حزب انقلابی نهادی

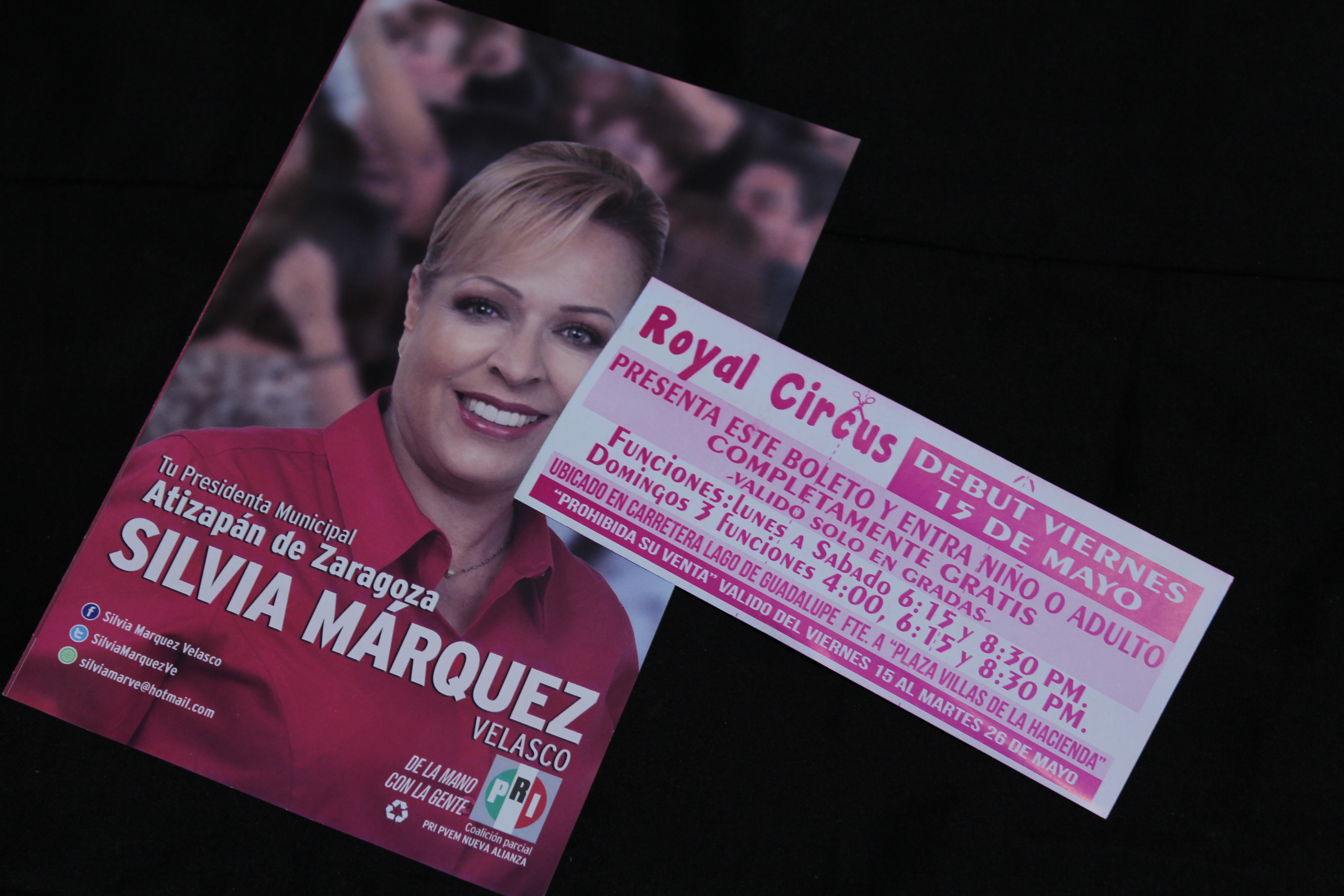
تصویر حزب انقلابی نهادی

حزب انقلابی نهادی (به اسپانیایی: Partido Revolucionario Institucional) پی‌آرآی) از احزاب مکزیکی است که در سال ۱۹۲۹ تأسیس شده و به مدت ۷۱ سال از ۱۹۲۹ تا ۲۰۰۰ قدرت را بی وقفه در دست داشته‌است.
با این که پی‌آرآی به همراه رقیبش حزب انقلاب دمکراتیک چپگرا عضو کامل انترناسیونال سوسیالیست است (این مکزیک را تبدیل به یکی از تنها کشورهای دارای دو حزب بزرگ رقیب می‌کند که هر دو بخشی از یک گروه‌بندی بین‌المللی‌اند) این حزب یک حزب سوسیال دمکرات به معنای سنتی اش نیست. وابستگان به پی‌آرآی در مکزیک پریستاس (به اسپانیایی: Priístas) خوانده می‌شود و حزب به خاطر استفاده از سه رنگ ملی مکزیک سبز، سفید و قرمز که در پرچم مکزیک هم وجود دارند ال تریکولور (سه رنگی) لقب گرفته.